# Trato teto-espinal
Origina-se do colículo superior do mesencéfalo, indo em direção à medula espinhal. Controla os músculos da cabeça, olhos, tronco e proximal de membros superiores, sendo relacionado à orientação sensorial e motora da cabeça, de modo que é responsável por reflexos decorrentes de estímulos visuais.